# Pierre Todorov
Pour les articles homonymes, voir Todorov.
Pierre Todorov, né le 15 mai 1958, est un ancien haut fonctionnaire français devenu cadre dirigeant dans le monde de l'entreprise.

## Biographie

### Formation
Après des études à l'École normale supérieure de Paris, Pierre Todorov passe avec succès le concours de l'agrégation en philosophie. N'ayant pas envie d’enseigner dans un lycée et les perspectives de recrutement dans une université étant limitées, il passe le concours de l'École nationale d'administration (ENA) où son rang de classement lui permet d'intégrer le Conseil d’État.

### Carrière
Nommé auditeur en 1986 puis promu maître des requêtes en 1990, il décide, alors de quitter l'administration publique pour le secteur privé et se fait placer en disponibilité pour convenances personnelles. Il est radié de la fonction publique en 1996.
Il rejoint alors le groupe Lagardère et travaille successivement dans ses filiales Hachette Rizzoli International Communication, Newcom publications en 1991, Hachette-Filipacchi Presse en 1993, Matra Hachette en 1994 et Hachette Filipacchi Medias en 1995.
Deux ans plus tard, il quitte Lagardère pour le groupe Accor dont il est secrétaire général jusqu'en 2006 puis secrétaire du conseil d'administration pendant cinq ans.
De 2006 à 2011, il exerce comme avocat d'affaires au sein du cabinet Hogan Lovells. Il critique alors les « excès de la stratégie actionnariale » des entreprises françaises.
De 2011 à 2014, il est secrétaire général du groupe PSA Peugeot Citroën.
Il devient secrétaire général d'EDF le 8 janvier 2015 ; son départ de ce poste est annoncé en 2023.